# Dmitrij Dbar
Dmitrij Sergejevič Dbar (abchazsky Дырмит Сергеи-иԥа Дбар, rusky Дмитрий Сергеевич Дбар; * 30. září 1973 v Kecskemétu) je abchazský politik a policista.

## Biografie
Dmitrij Dbar se narodil 5. července 1984 v maďarském městě Kecskemét do rodiny vojáka Sergeje Dbara, jenž byl v Maďarsku od roku 1982 nasazen do vojenské služby coby zástupce náčelníka štábu 53. obranné motostřelecké divize. Dmitrij Dbar tedy kvůli povolání svého otce strávil své rané dětství do 4 let věku v Maďarsku. Do školy už chodil v Abcházii a v roce 2002 ukončil základní a střední vzdělání na suchumské střední škole č. 4. Ve studiu v té době dál nepokračoval, takže v roce 2002 nastoupil na povinnou vojenskou službu. Po jejím skončení v roce 2004 si to rozmyslel a nastoupil na Moskevskou státní univerzitu ekonomiky, statistiky a informatiky, kde se specializoval v oboru ekonom a promoval v roce 2008.

### Kariéra v bezpečnostních složkách
Ještě během vysokoškolského studia se vrátil k armádě a sloužil od roku 2005 do 2009 v abchazských složkách státní ochrany. V roce 2009 se přesunul do struktur tajné policie v rámci Státní bezpečnostní služby Republiky Abcházie. Služební poměr, ve kterém vystoupal až do hodnosti podplukovníka, skončil v roce 2014, kdy se stal nakrátko zástupcem náčelníka kriminální policie, pak do roku 2015 působil jako náčelník suchumské policie. Z tohoto místa byl ale 15. května toho roku vyhozen poté, kdy nastaly dvě potyčky mezi příslušníky suchumské policie a příslušníky Státní bezpečnostní služby Republiky Abcházie z politických důvodů, neboť byly bouřlivé události z roku 2014 stále ještě čerstvé.

### Politická kariéra
Tato zkušenost s koncem práce u policie přiměla Dmitrije Dbara vstoupit aktivně do politiky. Stal se předsedou nově založeného republikánského hnutí Kjarazaa, které lákalo do svých řad především mladé lidi, jež působilo v opozici vůči vládě Raula Chadžimby. Tehdy se totiž s tímto hnutím angažoval v pokusech svrhnout Chadžimbovu vládu, jež vyvrcholila nepovedeným referendem. Podařilo se mu ale s protestujícími dosáhnout odvolání ministra vnitra Leonida Dzapšby, jehož administrativa měla vyhrožovat lidem za účast na tomto referendu.
Zatímco do roku 2015 nebyl veřejnosti příliš známý, nyní se to změnilo a svou aktivitou v občanských a politických oblastech si vysloužil oblibu obyvatel, jež zúročil ve volbách do Abchazského lidového shromáždění v roce 2017, kdy byl zvolen poslancem Abchazského lidového shromáždění. V zákonodárném sboru nadále působil jako opoziční aktivista a v roce 2018 se podílel s představiteli dalších opozičních stran a hnutí na pokusu o další svržení vlády Raula Chadžimby v reakci na Chadžimbovo rozhodnutí dát milost gruzínskému teroristovi Georgijovi Lukavovi, k čemuž se stal členem příslušné parlamentní vyšetřovací komise.
Jakmile Chadžimba po bouřích v ulicích v roce 2020 odstoupil, stal se Dbar podporovatelem nově nastupující garnitury pod vedením společného kandidáta opozice Aslana Bžaniji. A ten, jakmile byl zvolen, jmenoval 30. dubna toho roku Dmitrije Dbara do funkce ministra vnitra. Po roce a půl se ale z ministerského křesla přesunul na pozici velitele Státní bezpečnosti Republiky Abcházie.